# Quintana de l'Agulló

La Quintana de l'Agulló, dins del terme de Granera

La Quintana de l'Agulló és un paratge del terme municipal de Granera, al Moianès.
Està situada en el sector central del terme, al costat sud i de la masia de l'Agulló. Es tracta dels camps de conreu immediats a una masia, en aquest cas l'Agulló. Es troben a prop i al nord-est del Barri de Baix.